# 出妻
出妻或休妻是某些文化的法律、禮制和習俗中，丈夫逼迫妻子離婚的意思。

## 中國
出妻的歷史很早，《礼记》规定了出妻的七条理由：不顾父母、无子、淫、妒、恶疾、哆言、窃盗。《孟子·离娄下》：“出妻屏子，终身不养焉。”孟子本人即打算過出妻，一日孟子的妻子一人在屋里，叉开腿蹲在地上，孟子告訴母親：“婦無禮，請去之”，最後被孟母所制止。七去一詞要到唐代以後才正式出現，但其內容則完全源自於漢代記載於《大戴礼记》的“七去”，又稱作“七棄”。